# سوزي سبنسر
سوزي سبنسر (بالإنجليزية: Suzy Spencer)‏ هي كاتِبة وصحفية أمريكية، ولدت في 23 سبتمبر 1954 في لوفكين في الولايات المتحدة.